# 41
سنة 41 م (بالأرقام الرومانية: XLI) كانت سنة بسيطة تبدأ يوم الأحد (الرابط يظهر نموذج الجدول الزمني الكامل للسنة) من التقويم اليولياني. بدأت تسمية السنة ب41 منذ العصور الوسطى المبكرة، عندما أصبح تقويم أنو دوميني هو الأسلوب السائد في أوروبا لتسمية السنوات.

## مواليد
- بريتانيكوس

## وفيات
- كاليغولا الإمبراطور الروماني الثالث لروما القديمة، عضو في سلالة جوليو كلاوديان